# Giải bóng đá hạng ba quốc gia Cộng hòa Síp 1971–72
Giải bóng đá hạng ba quốc gia Cộng hòa Síp 1971–72 là mùa giải thứ hai của giải bóng đá hạng ba Cộng hòa Síp. Ethnikos Asteras Limassol giành danh hiệu đầu tiên.

## Thể thức thi đấu
Có 11 đội tham gia Giải bóng đá hạng ba quốc gia Cộng hòa Síp 1971–72. Tất cả các đội thi đấu với nhau hai lần, một ở sân nhà và một ở sân khách. Đội bóng nhiều điểm nhất vào cuối mùa giải sẽ là đội vô địch. Bốn đội đầu bảng sẽ được lên chơi ở Giải bóng đá hạng nhì quốc gia Cộng hòa Síp 1972–73.

### Hệ thống điểm
Các đội bóng nhận được 2 điểm cho một trận thắng, 1 điểm cho một trận hòa và 0 điểm cho một trận thua.

## Bảng xếp hạng
| Vị thứ | Đội bóng                  | St. | T. | H. | B. | BT. | BB. | BT. | Đ  | Ghi chú                                                                 |
| ------ | ------------------------- | --- | -- | -- | -- | --- | --- | --- | -- | ----------------------------------------------------------------------- |
| 1      | Ethnikos Asteras Limassol | 20  | 13 | 5  | 2  | 42  | 12  | 30  | 31 | Vô địch-Thăng hạng Giải bóng đá hạng nhì quốc gia Cộng hòa Síp 1972–73. |
| 2      | Ethnikos Assia FC         | 20  | 12 | 6  | 2  | 40  | 9   | 31  | 30 | Thăng hạng Giải bóng đá hạng nhì quốc gia Cộng hòa Síp 1972–73.         |
| 3      | Omonia Aradippou          | 20  | 8  | 6  | 6  | 34  | 25  | 9   | 22 | Thăng hạng Giải bóng đá hạng nhì quốc gia Cộng hòa Síp 1972–73.         |
| 4      | Parthenon Zodeia          | 20  | 8  | 6  | 6  | 30  | 24  | 6   | 22 | Thăng hạng Giải bóng đá hạng nhì quốc gia Cộng hòa Síp 1972–73.         |
| 5      | Apollon Athienou          | 20  | 9  | 3  | 8  | 31  | 28  | 3   | 21 |                                                                         |
| 6      | Achilleas Kaimakli FC     | 20  | 5  | 9  | 6  | 28  | 28  | 0   | 19 |                                                                         |
| 7      | Neos Aionas Trikomou      | 20  | 6  | 6  | 8  | 22  | 32  | −10 | 18 |                                                                         |
| 8      | AEK Kythreas              | 20  | 5  | 7  | 8  | 22  | 30  | −8  | 17 |                                                                         |
| 9      | ENAZ Agia Zoni Limassol   | 20  | 6  | 4  | 10 | 34  | 36  | −2  | 16 |                                                                         |
| 10     | Anagennisi Larnacas       | 20  | 4  | 5  | 11 | 18  | 50  | −32 | 13 |                                                                         |
| 11     | LALL Lysi                 | 20  | 5  | 2  | 13 | 21  | 47  | −26 | 12 |                                                                         |

Hệ thống điểm: Thắng=2 điểm, Hòa=1 điểm, Thua=0 điểm
Luật xếp hạng: 1) Điểm, 2) Hiệu số, 3) Bàn thắng